# Козак Олександр Сергійович
Олександр Сергійович Козак (нар. 25 липня 1994, Київ, Україна) — український футболіст, півзахисник клубу «Інгулець».

## Життєпис
Вихованець київського футболу. У ДЮФЛУ грав за РВУФК (Київ), «Моноліт» (Іллічівськ), «Зірку» (Київ) й УФК (Дніпропетровськ).
З березня 2012 року грав за дубль київської команди «Оболонь». Далі в молодіжній першості захищав кольори «Металіста» та донецького «Металурга». У квітні 2015 року в черговому матчі дубля донеччан проти сусіднього «Олімпіка» Козак відзначився хет-триком, не забивши при цьому ще й пенальті. Уже наступного місяця у грі проти «Говерли» футболіст дебютував в Українській Прем'єр-лізі. 
У липні 2015 року після розформування «Металурга» перейшов у дніпродзержинську «Сталь». Проте у новій команді не закріпився, зігравши за сезон лише 6 матчів у Прем'єр-лізі, через що був відданий в оренду в першоліговий «Іллічівець», де протягом першої половини сезону 2016/17 стабільно залучався до матчів команди, зігравши 10 ігор, проте у другій частині вилетів з основи і виступав за «Іллічівець-2» у Другій лізі.
Влітку 2017 року на правах вільного агента підписав контракт з першоліговим клубом «Оболонь-Бровар». За підсумками сезону 2017/18 кияни лише дивом залишилися у Першій лізі. Сам півзахисник провів 28 матчів у турнірі і забив один гол.
1 липня 2018 року підписав контракт із «Інгульцем». Через рік разом із командою здобув бронзові нагороди Першої ліги і вийшов до еліти українського футболу.дебютував за команду в рамках УПЛ 23 серпня 2020 року у домашній грі проти СК«Дніпро-1» (1:1). Перший м'яч за «Інгулець» забив 8 листопада того ж року у виїзному матчі проти «Руха» із Винників (2:2). 

## Статистика виступів у чемпіонатах України
| Сезон                | Команда                    | Турнір               | М   | Г  |
| -------------------- | -------------------------- | -------------------- | --- | -- |
| 2012-13              | «Оболонь-2»                | Друга ліга           | 15  | 0  |
| 2013-14              | «Металіст» (Харків)        | Прем'єр-ліга         | 0   | 0  |
| 2014-15              | «Металург» (Донецьк)       | Прем'єр-ліга         | 2   | 0  |
| 2015-16              | «Сталь» (Дніпродзержинськ) | Прем'єр-ліга         | 6   | 0  |
| 2016-17              | «Іллічівець»               | Перша ліга           | 10  | 0  |
| 2016-17              | «Іллічівець-2»             | Друга ліга           | 7   | 0  |
| 2017-18              | «Оболонь-Бровар»           | Перша ліга           | 28  | 1  |
| 2018-19              | «Інгулець»                 | Перша ліга           | 19  | 1  |
| 2019-20              | «Інгулець»                 | Перша ліга           | 26  | 2  |
| 2020-21              | «Інгулець»                 | Прем'єр-ліга         | 22  | 1  |
| 2021-22              | «Інгулець»                 | Прем'єр-ліга         | 16  | 1  |
| 2022-23              | «Інгулець»                 | Прем'єр-ліга         | 20  | 3  |
| 2023-24              | «Інгулець»                 | Перша ліга           | 24  | 9  |
| Усього за «Інгулець» | Усього за «Інгулець»       | Усього за «Інгулець» | 127 | 17 |